# Holistická výchova
Holistická výchova je synonymním označením celostní výchovy a vzdělávání. V tomto kontextu holistickou výchovu (Holistic education) charakterizuje dokument publikovaný Global Alliance for Transforming Education (GATE). Dokument byl nazván Education 2000: A Holistic Perspective. Do českého jazyka ho přeložila Alena Hrdličková pro časopis Pedagogika.
Pojem holistická výchova prosazuje prof. PhDr. Ivo Jirásek, Ph.D. jako označení pro zážitkovou pedagogiku. Ivo Jirásek ve své knize Zážitková pedagogika: Teorie holistické výchovy (v přírodě a volném čase) uvádí, že zájem holistické výchovy není „dán vzdělavatelským úsilím (jistě úctyhodným) o vyvádění z neznalosti, ale ideálem obecné nápravy věcí lidských, je podnícen snahou o hledání smyslu života, o zaujetí a zachycení celé osobnosti“. (s. 47) Celek je zde chápán ve smyslu holon (celek nedělitelný), ne ve smyslu pan (celek složený z více jednotlivých částí).
Rozvoji poznání, metod i praxe zážitkové pedagogiky v celostní/holistické perspektivě se systematicky věnuje Gymnasion – časopis pro zážitkovou pedagogiku.